# Bürgerbewegung pro NRW
 (mai 2015).

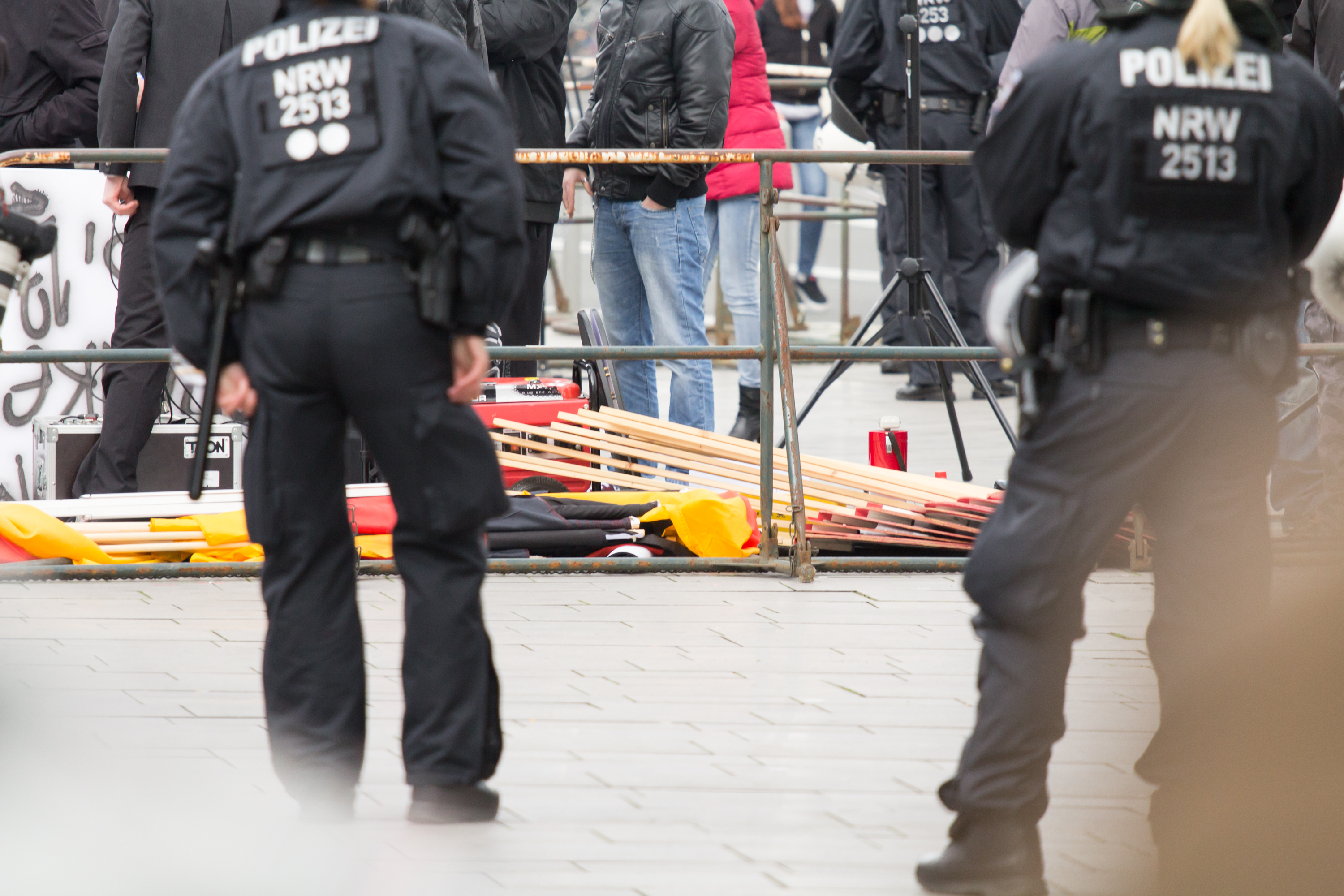
Une manifestation de "Pro NRW" et une contre-manifestation antifa est séparée par des policiers en Allemagne.

Le Mouvement populaire pour la Rhénanie-du-Nord-Westphalie (en allemand : Bürgerbewegung pro NRW), mieux connu sous l'abréviation Pro NRW, est un parti minoritaire régional d'extrême droite allemande selon la classification de l'Office fédéral de protection de la constitution qui juge ce parti comme étant hostile à la constitution de la République fédérale d'Allemagne.
Ce parti fut fondé le 6 février 2007 à Leverkusen. Son siège social se trouve à Düsseldorf.  
Le parti s'inscrit notamment dans un combat contre ce qu'il appelle « l'islamisation » de l'Allemagne en manifestant par exemple contre la construction de mosquées dans le Land auquel le parti se limite. 
Afin de promouvoir les idées du parti, ses membres essaient de manière fréquente d'approcher de jeunes élèves avec des circulaires propagandistes. Le parti essaie de suggérer une menace pour la culture locale venant des cultures étrangères en utilisant des exemples de stéréotypes et en mettant le parti dans le rôle d'une victime en faisant de fausses simulations d'infractions pénales contre des membres du parti. L'utilisation de faux chiffres dans plusieurs publications du parti a été critiquée par plusieurs médias allemands. Un certain nombre d'anciens membres du mouvement critiquent la structure antidémocratique au sein du parti qui donne tout le pouvoir à un noyau de politiciens limité. Plusieurs organes de l'État de la Rhénanie-du-Nord-Westphalie ainsi que de la République fédérale d'Allemagne soupçonnent le parti d'être des précurseurs politiques du terrorisme d'extrême-droite allemand et entreprennent actuellement plusieurs enquêtes, raids et surveillances contre des membres du parti.
Lors de plusieurs manifestations récentes, plusieurs supporteurs du parti sont entrés en conflit verbal et physique avec la police et des regroupements du salafisme. Le parti entretient des liens proches avec des partis semblables à l'intérieur et à l'extérieur de l'Allemagne.
Le parti se dissout en mars 2019.